# Miloš Willig
Pour les articles homonymes, voir Willig.
Miloš Willig, né le 28 janvier 1921 à Velké Svatoňovice et mort le 23 août 1979 à Prague, est un acteur de théâtre et de cinéma tchèque.

## Biographie
Il commence sa carrière durant la Seconde Guerre mondiale au Horácké divadlo de Jihlava. En 1948, il s'installe à Prague, où il devient membre de l'ensemble du Théâtre S. K. Neumann à Libeň (aujourd'hui Divadlo pod Palmovkou (cs)).
Il apparaît dès 1949 au cinéma dans le film du réalisateur Martin Frič Pětistovka. Parmi ses rôles les plus célèbres figure celui du colonel Kalina dans la série 30 případů majora Zemana (cs)) (Les Trente Cas du Major Zeman).
Miloš Willig a également été brièvement marié à la présentatrice et présentatrice de télévision et de radio Kamila Moučková (cs). De ce mariage est née une fille, Kateřina.

## Filmographie

### Télévision
- 1965 : Kůzlátka otevřete... (production télévisée d'un jeu policier) : l'enquêteur
- 1967 : Podivný konec léta
- 1968 : Sňatky z rozumu (série télévisée)
- 1968 : Hříšní lidé města pražského (série télévisée)
- 1974 : 30 případů majora Zemana
- 1976 : Muž na radnici

### Film
- 1949 : Pětistovka
- 1950 : Slepice a kostelník (cs)
- 1954 : Botostroj
- 1954 : Jan Žižka
- 1964 : Strach
- 1967 : Údolí včel
- 1968 : Maratón
- 1969 : Kladivo na čarodějnice : Dr Mayer
- 1969 : Po stopách krve
- 1969 : Adelheid : le capitaine d'état-major
- 1970 : Pane, vy jste vdova! : un acteur de théâtre
- 1971 : Smrt černého krále (cs)
- 1973 : Zatykač na královnu
- 1973 : Kronika žhavého léta
- 1973 : Hroch
- 1976 : Dům na Poříčí